# 誰も知らない地図で
「誰も知らない地図で」（だれもしらないちずで）は、松澤由美の7作目のシングル。1999年11月3日にメディアファクトリーから発売された。

## 解説
前作より9か月を経た、レーベル移籍後初のリリース。プロデュース・楽曲提供は前レーベル在籍時より引き続き、親交のある朝本浩文が行う。
楽曲イメージは「トンボロック」。それまでには無いドラムンベースの楽曲に仕上がっている。

## 収録曲
全曲 作詞：松澤由美、作曲・編曲：朝本浩文
1. 誰も知らない地図で
テレビ東京系アニメ『ジバクくん』オープニングテーマ[1]
2. 愛する人そばに連れて
3. 誰も知らない地図で (TV Remix Version)
4. 誰も知らない地図で (Instrumental)
5. 愛する人そばに連れて (Instrumental)